# マルグリット・ド・ブルターニュ
マルグリット・ド・ブルターニュ（Marguerite de Bretagne、1443年 - 1469年9月25日）は、ブルターニュ公フランソワ2世の最初の妃。

## 生涯
ブルターニュ公フランソワ1世と妃イザベル・デコスの長女として生まれた。1365年のゲランド条約に従って、マルグリットおよび妹のマリーの公位継承権は認められなかった。このため、フランソワ1世は自らの後継を弟のピエール・ド・ガンガン（のちのピエール2世）に定めた。ピエール2世が公位について以降嫡子が生まれず、後継についての争いを避けるため、ピエール2世は姪のマルグリットを継承権第1位である従弟のフランソワ・デタンプ（のちのフランソワ2世）と結婚させ、年若いマリーをブルターニュ最大の男爵であるジャン・ド・ロアンへ嫁がせた。
1455年11月13日または16日、ヴァンヌのエルミーヌ城でマルグリットはフランソワ・デタンプと結婚した。1458年12月26日、夫の即位によってマルグリットはブルターニュ公爵夫人となった。夫妻には1463年6月29日に一人息子ジャンが生まれたが、この子は生後2ヶ月で身罷った。
マルグリットはその後子供を授からないまま、1469年9月25日にナントで死去した。彼女の墓はサン・ピエール・ド・ナント大聖堂内にある。